# Opel Motoclub

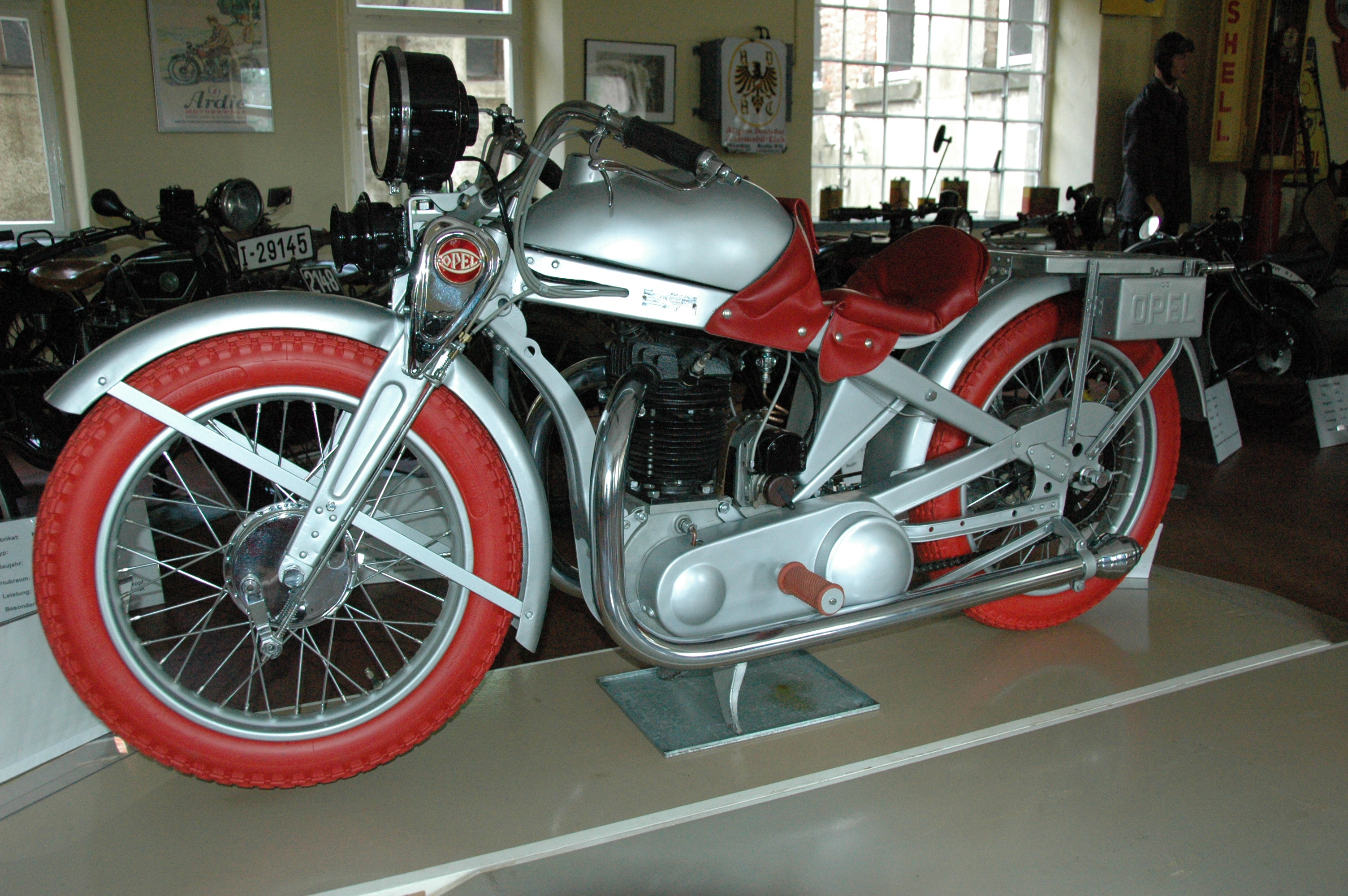
„… der Rot-Silber-Vogel“

Die Motoclub, auch als Motoclub 500 bekannt, war ein avantgardistisches Motorradmodell des deutschen Fahrzeugherstellers Opel und eines der ersten Motorräder mit Pressstahlrahmen. Es wurde zur Berliner Automobil- und Motorradausstellung 1928 vorgestellt und bis 1930 gefertigt. Mit dem Ende der Motoclub endete auch die Motorradproduktion bei Opel.

## Motorradproduktion bei Opel
Bereits seit 1901 und mit Unterbrechung bis nach dem Ersten Weltkrieg wurden in Rüsselsheim auch „Motorzweiräder“ gefertigt. Opel war damit einer der ersten Motorradhersteller in Deutschland. Im Jahr 1925 wurde die Motorradproduktion wegen der völligen Auslastung des Rüsselsheimer Werkes durch den Automobilbau erneut eingestellt. 1927 gab es Pläne, sich erneut der Motorradherstellung zuzuwenden. Dementsprechend wurde ein neues Modell entwickelt, das jedoch nicht in Serie ging. Die spätere Opel Motoclub erhielt aber den ebenfalls neu entwickelten Motor dieses Prototyps.
Um Kapazitäten für die Fertigung des neuen Motorrades zu erhalten, übernahm Opel im Frühjahr 1928 die Elite-Diamant Werke AG, wobei die verlustreichen Elite-Werke im sächsischen Brand-Erbisdorf die neue Produktionsstätte werden sollten. Nach der erfolgreichen Fließbandfertigung von Fahrrädern und in der Folge auch von Automobilen – Opel stieg zum größten Fahrradhersteller der Welt auf – lag es nahe, eine wiederaufgenommene Motorradproduktion ebenfalls auf das Fließband zu legen.
Als Übergangslösung bis zur Vorstellung der Motoclub wurde ein 16 PS starkes Modell der Diamant-Werke mit Kühne-Motor, 500 cm³ Hubraum und Stahlrohrrahmen kurze Zeit unter dem Opel-Logo angeboten, jedoch mit nur geringem Erfolg.
Die Rohrrahmen-Opel trug offiziell, wie in manchen Prospekten später auch die seitengesteuerte Motoclub, den Namen Opel 1,9/16 PS.

## Die Motoclub

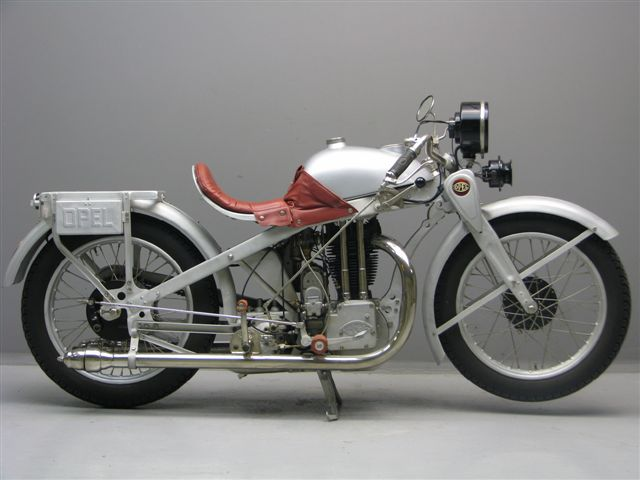
Motoclub SS, erkennbar am Ventiltrieb

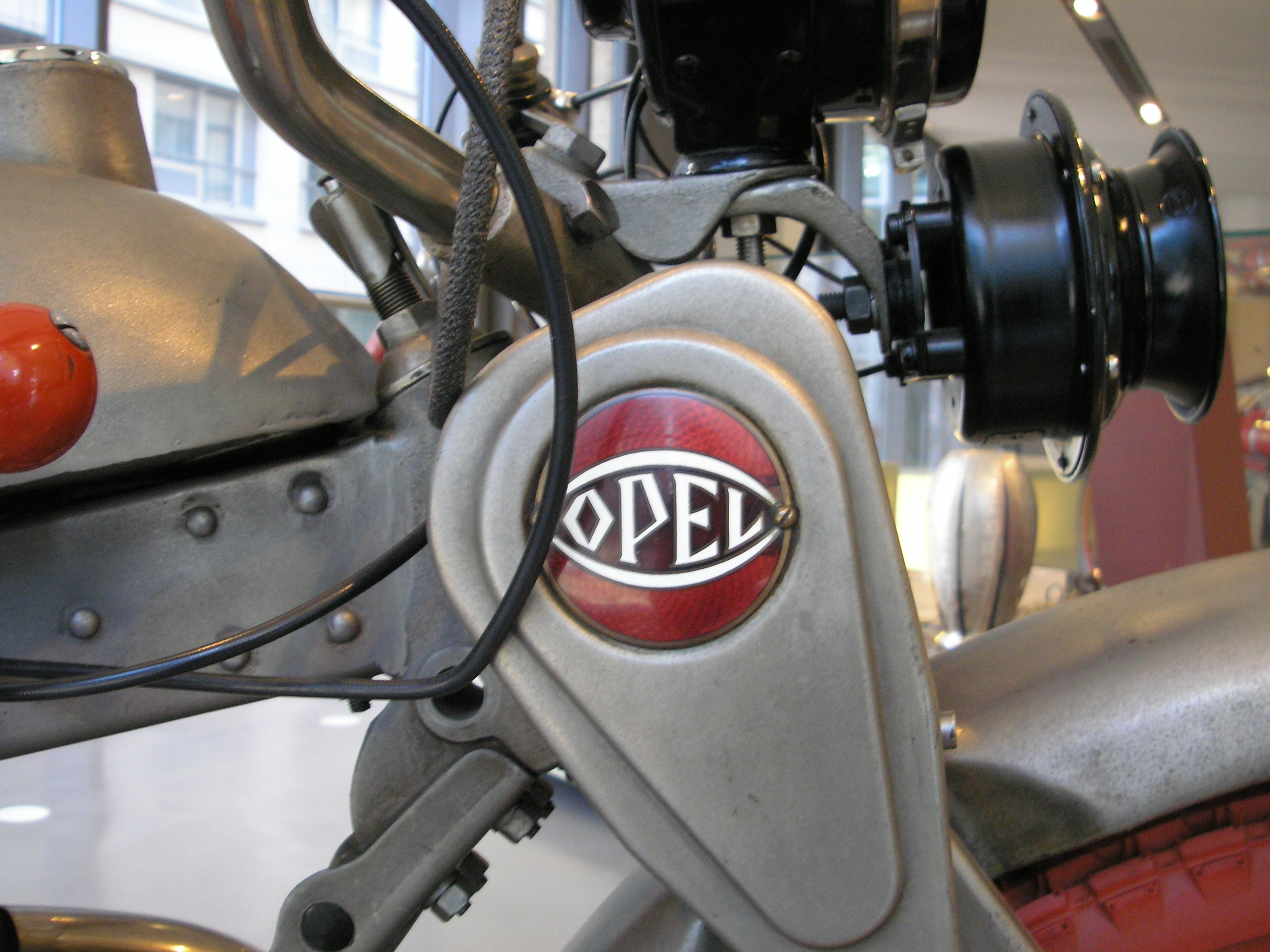
Federdom (Hemmschuh) mit emailliertem Opel-Logo

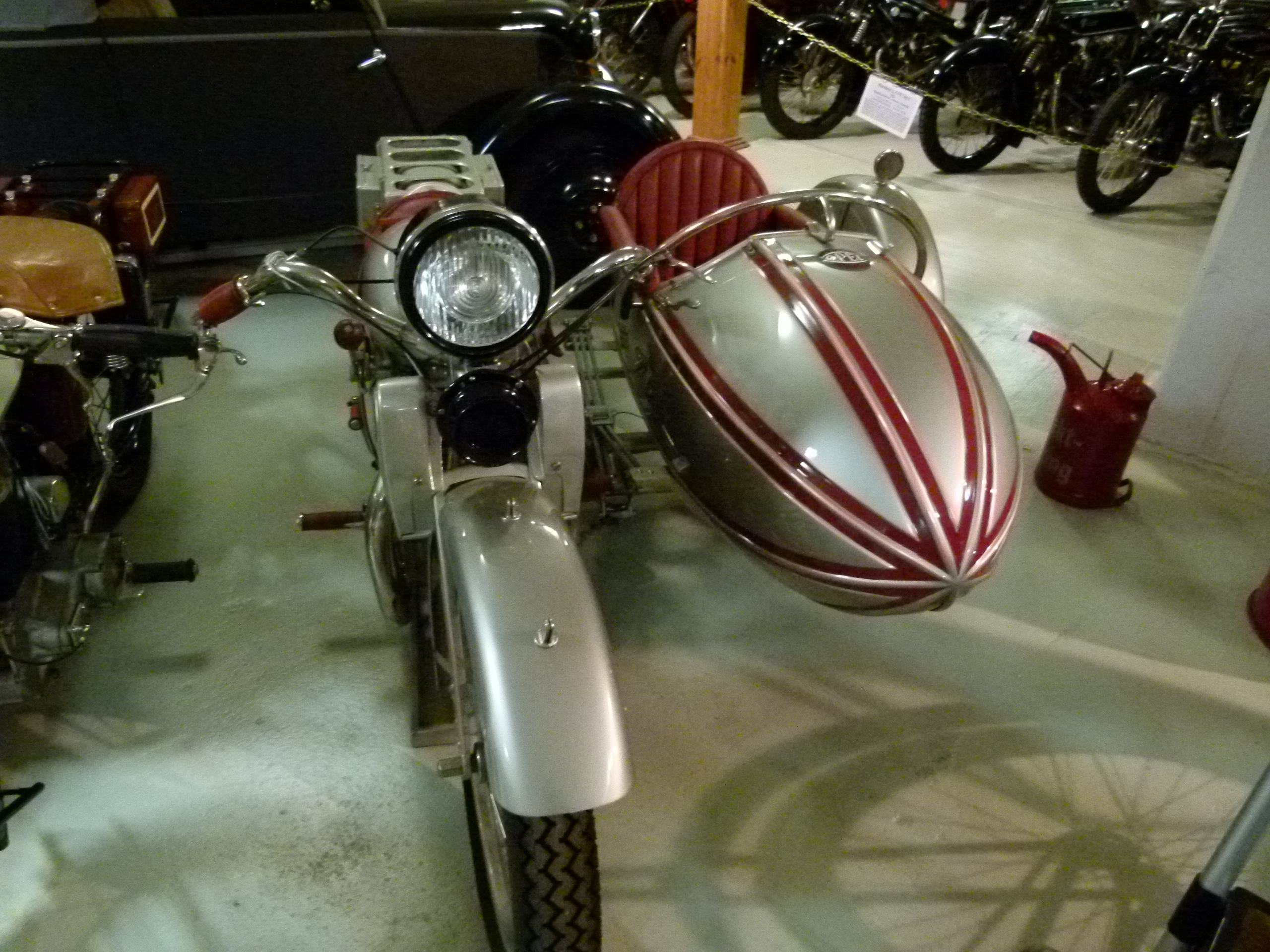
Motoclub mit Neander-Seitenwagen im Fahrzeugmuseum Chemnitz

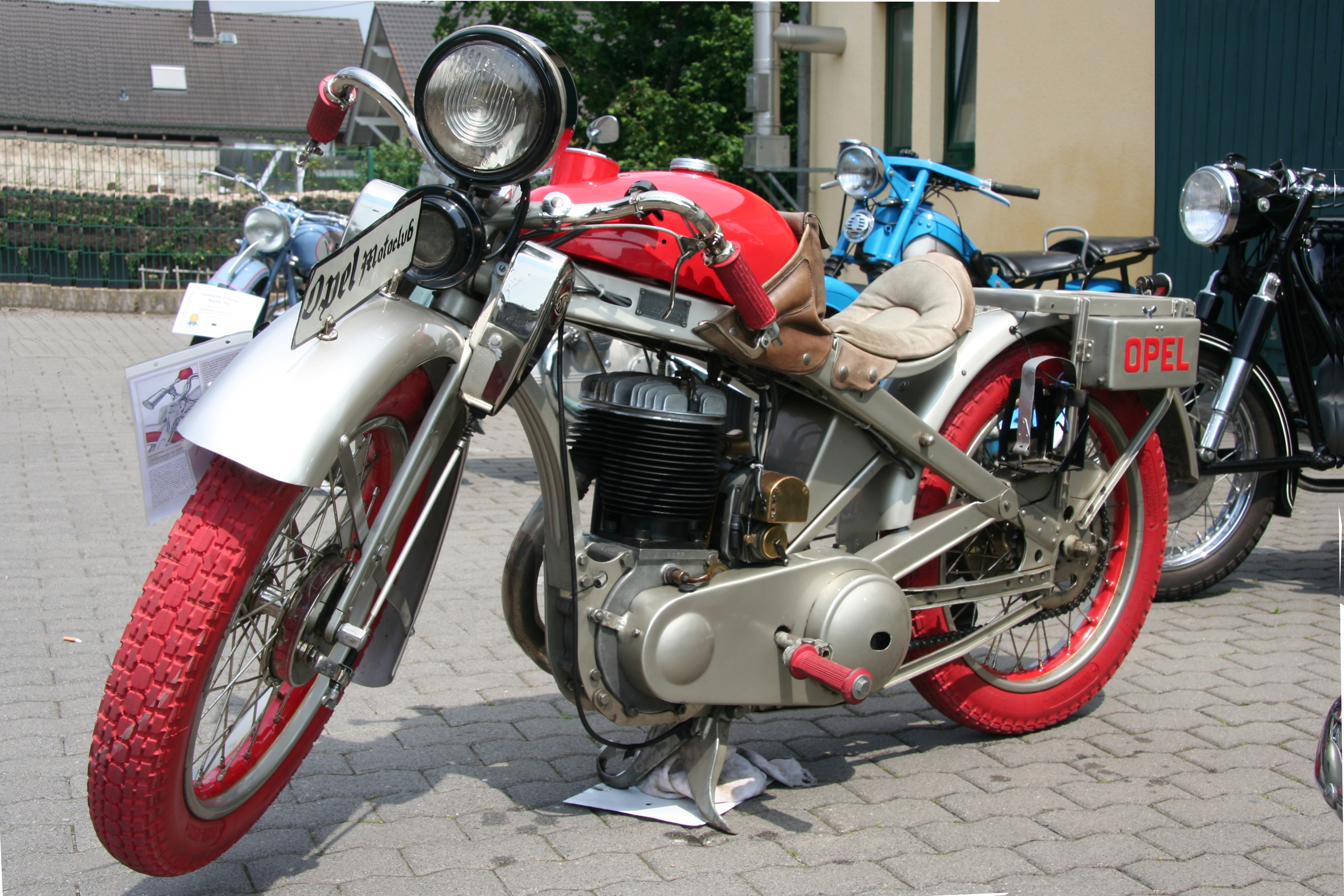
Motoclub T (Farbgebung nicht originalgetreu)

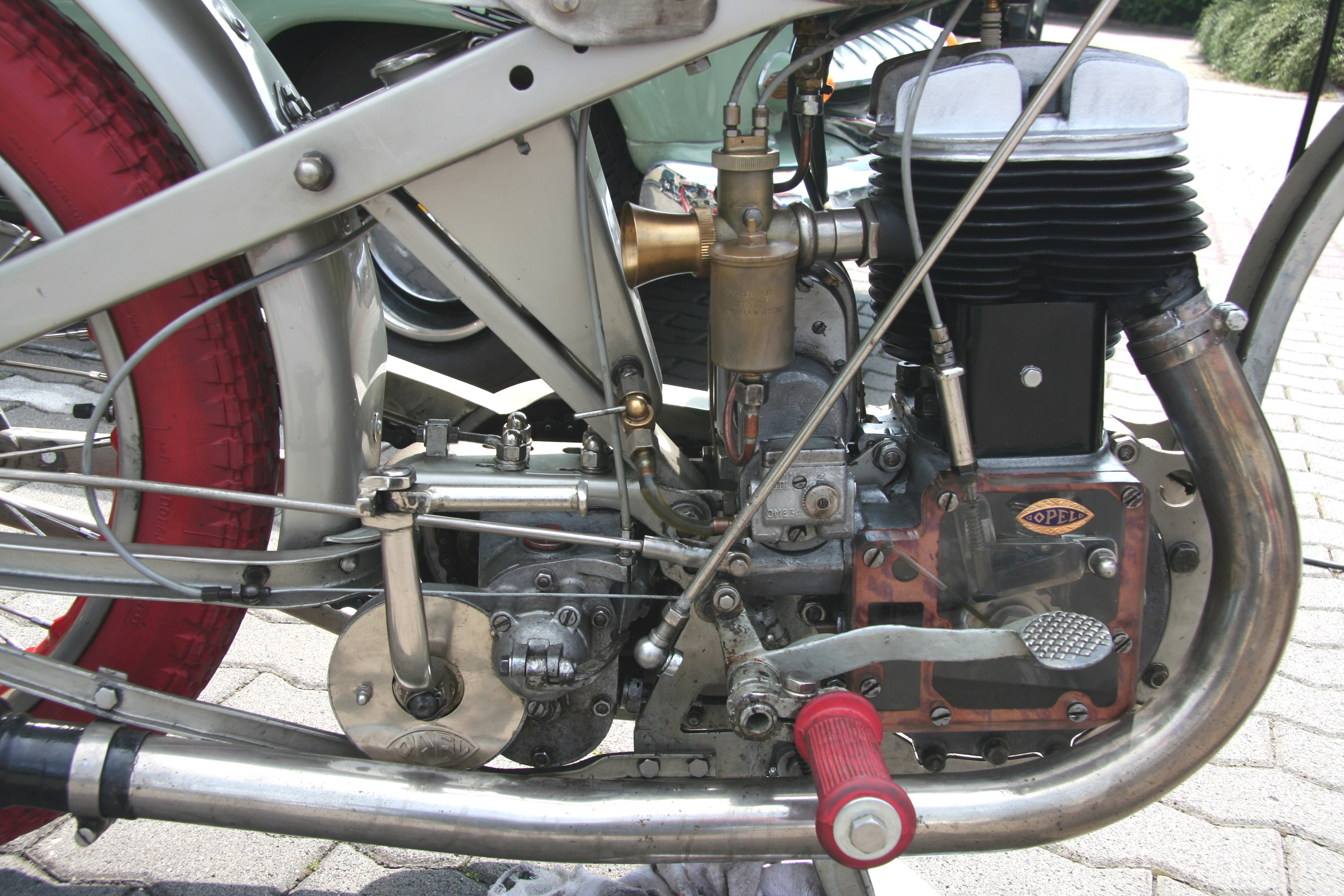
Motor der T bzw. „Tour“

1928 erwarb Opel die Lizenz für die Produktion des Anfang des Jahres von dem Grafiker und Designer Ernst Neumann-Neander vorgestellten Motorrades mit Stahlrahmen, der Neander P3. Der „Einheitsrahmen“ konnte ohne Veränderung Einbaumotoren zwischen 150 und 1000 cm³ aufnehmen, mit denen Neander seine in Düren gefertigten Motorräder ausstattete.
Zum Einsatz kamen, ähnlich wie im Automobilbau, genietete Pressstahl-Profile. Schweiß- und Lötarbeiten wurden dadurch unnötig, was gegenüber dem noch immer am Fahrrad orientierten Rohrrahmen eines vergleichbaren Motorrades dieser Zeit einen erheblichen Minderaufwand bedeutete.
Die Montagezeit sank von durchschnittlichen 15–20 auf beinahe schon revolutionäre 4 Stunden. Vor allem das machte den trotz aufwendiger Technik relativ günstigen Preis erst möglich. Zudem war die Konstruktion wesentlich haltbarer und verwindungssteifer als ein konventioneller Rohrrahmen.
Die Gesamtlänge der Maschine betrug 2200 mm, die Sitzhöhe etwa 650 mm und das Gesamtgewicht, mit eingebautem Motor, etwa 135 kg.
Im Unterschied zu früheren, kleineren Neander-Motorrädern wurde die Opel Motoclub aus Stahlblechen und nicht, wie manchmal behauptet, aus Duraluminium hergestellt.
Die Opel Motoclub wies einige zur damaligen Zeit wegweisende Konstruktionsmerkmale auf. Eine Idee des Entwicklers Ernst Neumann-Neander war es, den Rahmen der Maschine nicht wie üblich zu lackieren, sondern dauerhaft galvanisch mit Cadmium zu beschichten.
Auch das half mit, Produktionskosten zu sparen, und war zugleich Korrosionsschutz. Die hinter dem gewölbten Kuppeltank angebrachte Sitzschale wurde „Clubsessel“ genannt, da sie mit einem Luftkissen und Blattfedern hohen Komfort bot. Zum überdurchschnittlichen Komfort der Motoclub trug zudem die Aufhängung des Vorderrades an einer aufwendig konstruierten, besonderen Form der Pendelgabel bei. Dabei waren zu Paketen zusammengefasste Blattfedern links und rechts des Lenkkopfes unter Hemmschuhen an der ebenfalls aus Pressstahl gefertigten Gabel angebracht. Diese besondere Konstruktion der Vorderradaufhängung, ebenfalls von Neander entwickelt, sollte für eine sehr gute Straßenlage sorgen und zudem besonders handgelenkschonend sein. Die Motorräder hatten Tiefbettfelgen der Größe 26 × 3,5.
In zahlreichen Farbprospekten, Annoncen und Druckschriften wurde für das neue Motorrad enthusiastisch geworben:

„Niemals hat es ein schöneres Rad gegeben! Niemals ist Zweck, Inhalt und Form zu glücklicherem Zusammenhang gekommen. Es ist daher gewiss: Opel Motoclub, der Rot-Silber Vogel – sei es als Touren- oder Super Sport, es wird eine neue, glücklichere Ära des Motorrades beginnen!“

Dieser Werbetext spielt auf eine weitere, vielleicht die augenfälligste Besonderheit des Opel-Motorrades an: Die Motoclub war ausschließlich in der Farbkombination Rot/Silber erhältlich. Alle Metallteile waren in Mattsilber, die Anbauteile aus Leder und Gummi hingegen (also vor allem Sitz, Griffe und Reifen) in kontrastierendem Rot gehalten. Mit ihrer Farbgebung stach die Opel Motoclub heraus aus der breiten Masse der schwarz lackierten Motorräder mit allenfalls farblich abgesetztem Stecktank.
Der Preis für die sportliche Version lag bei 1.290 Reichsmark (heutiger Gegenwert: ca. 5.590 €), das Touren-Modell kostete genau 100 Mark weniger.
Als Sonderzubehör waren Scheinwerfer und Trichterhupe von Bosch oder Hella, inklusive 6-V-Batterie und Lichtmaschine, gegen 165 Mark Aufpreis erhältlich. Auch ein von Neander hergestellter, leichter und eleganter Seitenwagen in passender Farbgebung wurde angeboten.

### Versionen
Die Opel Motoclub wurde in zwei Varianten gefertigt: Tour („T“) mit rechts im Motorblock stehenden Ventilen und 16 PS (12 kW) sowie Supersport („SS“) mit V-förmig angebrachten hängenden Ventilen und 22 PS (16 kW). Die Höchstgeschwindigkeit lag damit bei 105 bzw. 120 km/h. Beide Maschinen hatten ein Dreigang-Getriebe mit einem seitlich am Kuppeltank angebrachten Schalthebel. Der Antrieb erfolgte über Ketten, wobei Gummidämpfer im Getriebe und an der Hinterradnabe für eine komfortable und ruckfreie Kraftübertragung sorgten.
Äußerlich ist das Super-Sport-Modell vor allem an der beidseitig angebrachten Auspuffanlage und den auffälligen Führungen des Stoßstangen-Ventiltriebs zu erkennen.
Beide Einzylinder-Motoren waren Opel-Eigenkonstruktionen mit einem Hubraum von 496 cm³ (Bohrung × Hub: 86 × 86 mm), die durch ihren Nockenwellenantrieb an den vorher von Opel verwendeten Kühne-Motor angelehnt waren, und hatten – damals nicht selbstverständlich – einen abnehmbaren Zylinderkopf, der die Wartung erleichterte. Pleuel und Kurbelwelle waren kugelgelagert. Der Zylinder bestand aus Stahlguss, der Kolben aus Aluminium mit stählernen Gleitflächen.

## Das „Raketenmotorrad“

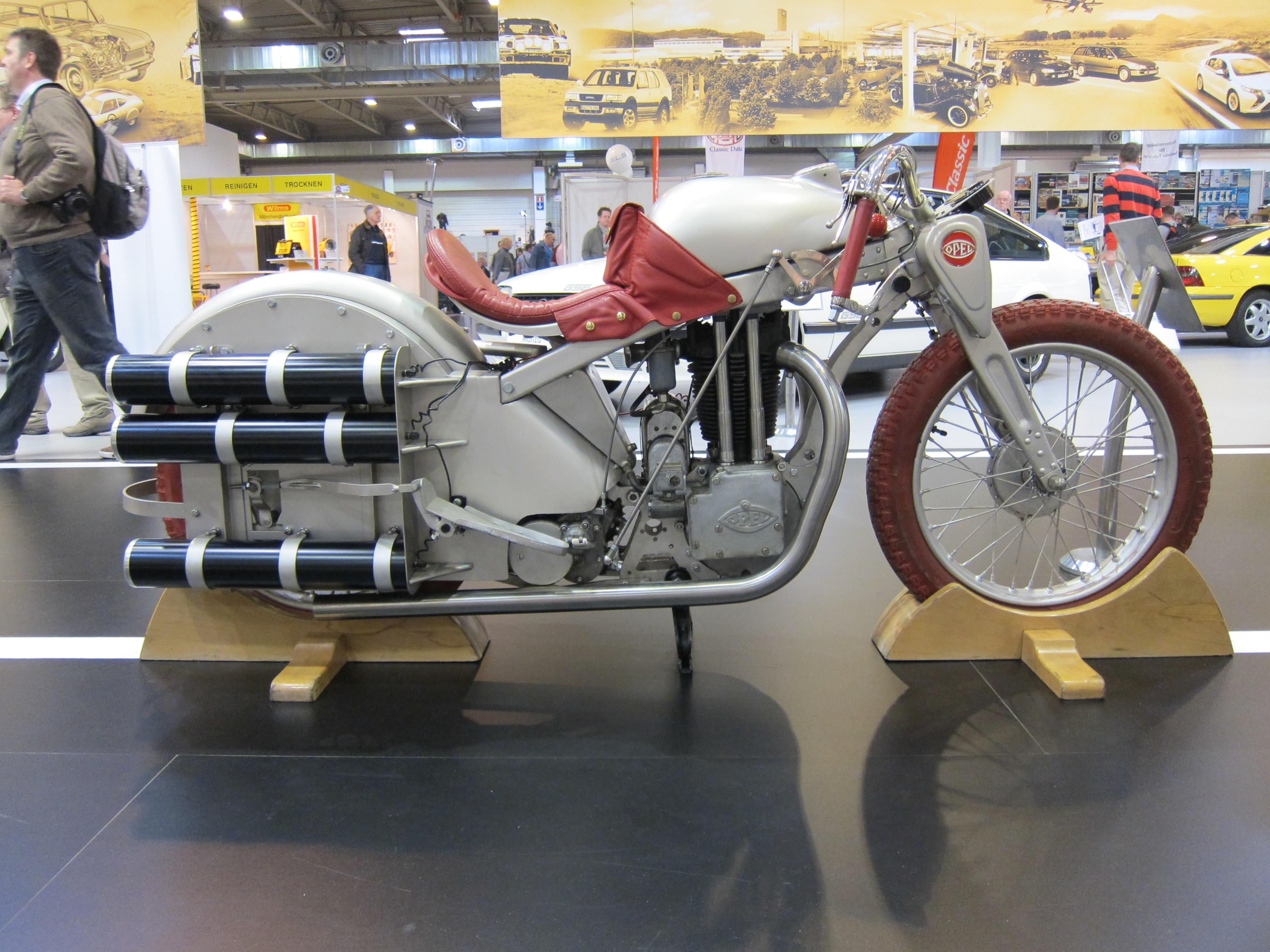
Opel „Raketenmotorrad“

Im Rahmen der RAK-Projekte entstand unter Initiative von Fritz von Opel, auch genannt „Raketenfritz“ – neben raketenbetriebenen Automobilen (RAK 1, RAK 2), Schienenfahrzeugen (RAK 3, RAK IV) und später auch Flugzeugen (Lippisch-Ente, Opel-Sander RAK.1) – auch eine raketengetriebene Variante der Opel Motoclub. Basis für das „Raketenmotorrad“ war ein Vorserienmodell, dessen OHV-Motor von 22 auf circa 30 PS gebracht wurde. Hinzu kamen 6 Sander-Raketen, 3 an jeder Seite, mit jeweils 5 kg Schwarzpulver. Die Raketen waren an großflächigen Blechverkleidungen neben dem Hinterrad befestigt, welche den Reifen vor dem Abgasstrahl der Raketen schützen sollten. Ernst Neumann-Neander entwickelte für das Hochgeschwindigkeitsmodell eine modifizierte Vorderradgabel und einen tief nach unten gezogenen Lenker. Außerdem erhielt das Motorrad große Trittbretter aus Blech anstelle der serienmäßigen Fußrasten, um dem Fahrer mehr Halt zu geben. Aus demselben Grund wurden auch die Blattfedern unter der Sitzschale entfernt.
Ziel war es, den Geschwindigkeitsweltrekord für Zweiräder zu brechen, der damals bei 200,6 km/h lag. Dazu sollte die Maschine zuerst mit Motorkraft auf circa 145 km/h beschleunigt werden. Anschließend sollte ausgekuppelt und die sechs Raketen in drei Stufen gezündet werden:
- Die erste Stufe bei ca. 145 km/h,
- die zweite Stufe bei ca. 180 km/h und
- bei ca. 200 km/h die dritte und letzte Stufe.

Die projektierte Höchstgeschwindigkeit betrug etwa 220–225 km/h. Die Behörden untersagten jedoch aus Sicherheitsgründen die geplante Rekordfahrt auf einer öffentlichen Landstraße zwischen Oberrimsingen und Breisach, in der Nähe von Freiburg im Breisgau. Ihren einzigen öffentlichen Auftritt hatte die Maschine auf der Internationalen Automobilausstellung Ende 1928.
2005 zeigte Opel auf einer Ausstellung einen auf Basis einer originalen Motoclub hergestellten Nachbau des Raketenmotorrades.

## Fernfahrt zur Weltausstellung
Irmgard von Opel – die damals 22-jährige Enkelin des Firmengründers – beschloss, zusammen mit einigen Freunden eine Fernfahrt nach Barcelona zu unternehmen, wo vom 20. Mai 1929 bis zum 15. Januar 1930 die 20. Weltausstellung stattfand. Begleitet wurde sie von ihrem Vetter Georg von Opel sowie von August Euler, Nikolaus Geis, Ulrich Schott und Toni Tambosi – allesamt Angestellte bei Opel. Unterwegs waren sie auf Motoclub-Motorrädern, drei Touren und zwei Super-Sport, sowie einer BMW. Der Gruppe folgte ein Begleitwagen mit Ersatzteilen und Treibstoff.
Der Weg führte von Rüsselsheim über Freiburg in die Schweiz und von dort über die Alpen nach Nizza, dann weiter über Marseille nach Barcelona. Während die Motorräder die Alpen ohne Probleme überqueren konnten, hatte der schwer beladene Begleitwagen Schwierigkeiten. Später in Frankreich verunglückte er sogar, weshalb zwei der Fahrer im Zug zurück nach Rüsselsheim fuhren, um einen neuen zu besorgen.
Der Erfolg dieser Barcelona-Fahrt war ein eindrücklicher Beweis für die Zuverlässigkeit der Opel-Motorräder. Opel nutzte die spektakuläre Aktion ebenso wie die Raketenversuche, um Werbung für die Motoclub zu machen.

## Ende der Motorradproduktion
Obwohl Opel mit der Motoclub auf dem von etablierten Marken wie NSU oder DKW geprägten deutschen Motorradmarkt erstaunlich erfolgreich war, beschloss General Motors nach der endgültigen Übernahme des zur AG umgewandelten Unternehmens die Einstellung der Motorradfertigung bei Opel. Da infolge der Weltwirtschaftskrise die Elite-Diamant-Werke große Verluste machten, musste sich Opel zudem auf Druck der GM-Führung von diesem Unternehmen trennen.
Bis Anfang 1930 wurden in Rüsselsheim aus vorhandenen Teilen noch einige Motorräder gefertigt, ein Nachfolgemodell existierte bereits im Prototypenstadium. Das änderte jedoch nichts am unvermeidlichen Ende der Motorradproduktion. Die Motoclub war das letzte von rund zwanzig Modellen, die seit 1901 bei Opel vom Band rollten. Insgesamt wurden bis 1930 knapp 6000 Fahrzeuge gebaut.

### Elite-Opel

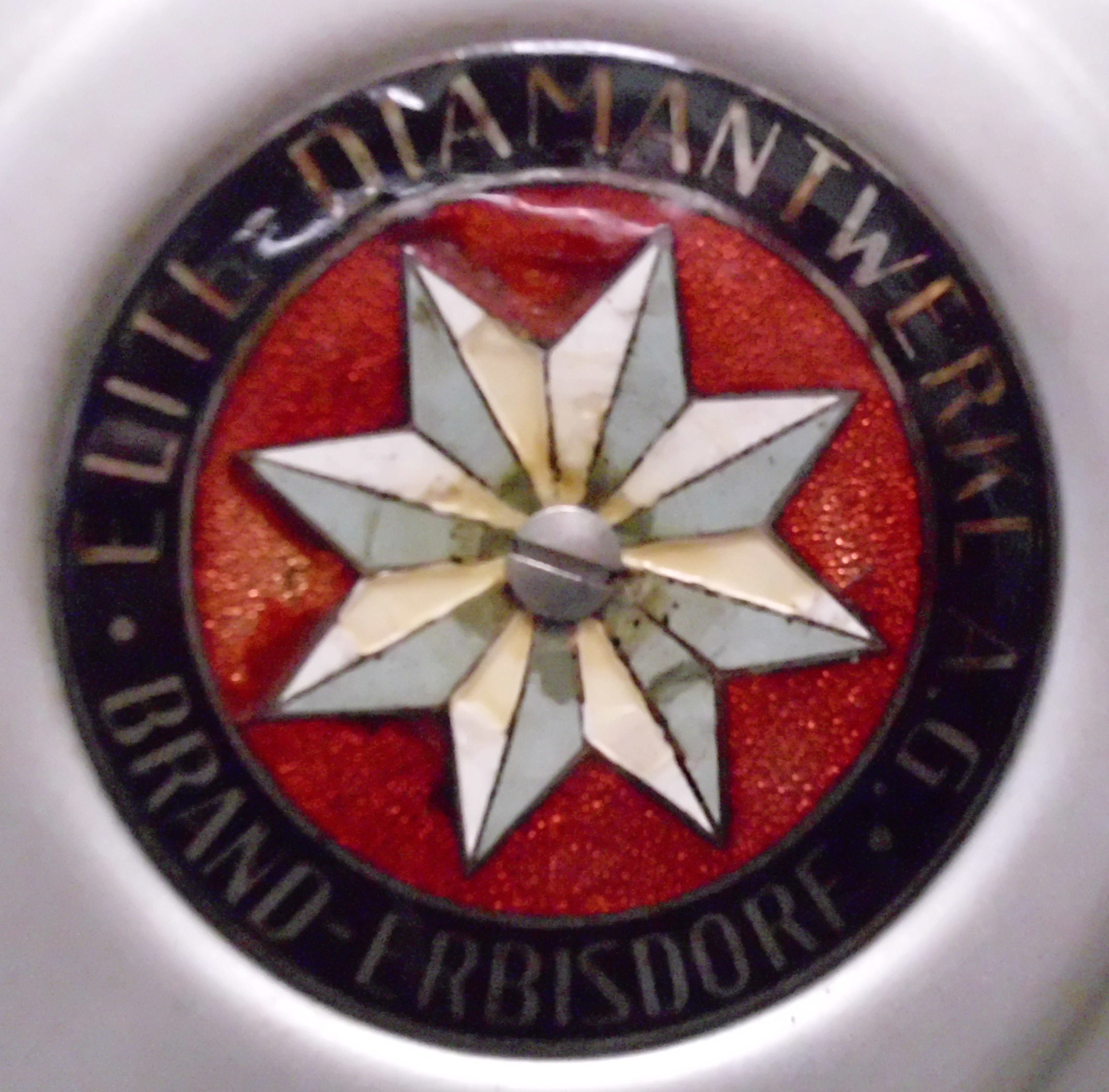
Emblem an einem Motorrad

Nach der Trennung von Opel produzierten auch die Elite-Diamant-Werke aus noch vorhandenen Teilen einige Motoclub-Maschinen, wobei die Opel-Logos entfernt und durch solche von Elite ersetzt wurden.
Als Nachfolgemodell wurde um 1930/31 die E.O. entwickelt, was für „Elite-Opel“ steht. Für das Modell EO war ein auf der Neander-Version basierender Duraluminium-Rahmen und ein Einbaumotor von Küchen mit 497 cm³ Hubraum vorgesehen. Dieses Modell erhielt ein sogenanntes Schnellganggetriebe, mit dem eine zur damaligen Zeit beachtliche Höchstgeschwindigkeit von 137 km/h erreicht werden sollte. Es entstanden wohl mehrere Prototypen, von denen zumindest einer noch existiert. Er steht heute im Motorradmuseum Schloss Augustusburg.

## Sammlermarkt
Etwa 120 Motorräder sind heute noch bekannt – etwa zu gleichen Teilen Touren- und Supersport-Modelle.
Für Modelle im Zustand 1 (sehr gut) werden bis zu 20.000 € verlangt. Unrestaurierte Exemplare sind wesentlich günstiger, jedoch gestaltet sich die Suche nach Ersatzteilen als äußerst schwierig.